# Каміль Лакур
Каміль Лакур (фр. Camille Lacourt, 22 квітня 1985) — французький плавець.
Учасник Олімпійських Ігор 2012 року.
Чемпіон світу з водних видів спорту 2011, 2013, 2015, 2017 років.
Призер Чемпіонату світу з плавання на короткій воді 2010 року.
Чемпіон Європи з водних видів спорту 2010, 2016 років.
Призер Чемпіонату Європи з плавання на короткій воді 2013 року.